# Combat air patrol

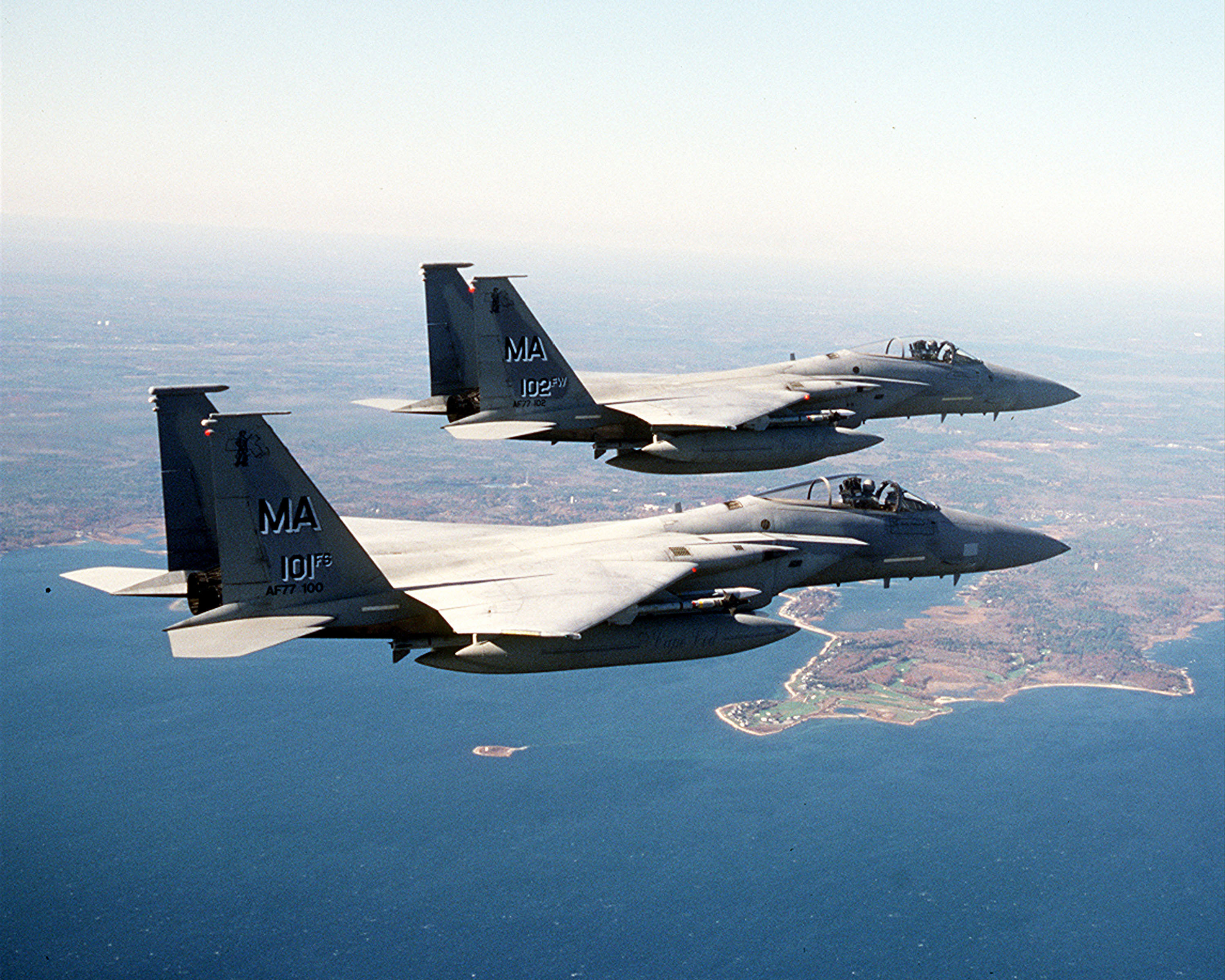
Two F-15 Eagles from the Massachusetts Air National Guard's 102nd Fighter Wing fly a combat air patrol mission over New York City

Une combat air patrol (patrouille aérienne de combat), aussi connue sous l'acronyme de CAP,  est un type de mission exécutée par des avions de chasse. Il s'agit d'une patrouille dont le but est de protéger un espace donné de possibles intrusions d'aéronefs hostiles. Il peut s'agir par exemple de la protection d'un groupe aéronaval.